# Shara Proctor
Shara Nerissa Proctor (Christiansted, 16 settembre 1988) è una lunghista anguillana con cittadinanza britannica.

## Biografia
Iscritta all'Università della Florida, ha partecipato ai campionati NCAA di atletica, giungendo sino alle finali nazionali.
Ha rappresentato Anguilla ai XVIII Giochi del Commonwealth nel 2006, ai Campionati del mondo di atletica leggera di Osaka 2007 e Berlino 2009. Nella manifestazione svoltasi nella capitale tedesca ha stabilito il suo primato personale (6,71 m, record nazionale di Anguilla) giungendo al sesto posto nella finale della gara di salto in lungo a soli 9 cm dal podio. Nel 2009 ha anche vinto i Campionati centroamericani e caraibici di atletica leggera.
Nel novembre 2010 ha deciso di chiedere di far parte della squadra britannica. Gli anguillani infatti possiedono automaticamente la cittadinanza del Regno Unito, essendo l'isola caraibica territorio britannico d'oltremare. Ad Anguilla c'è la federazione di atletica ma non il comitato olimpico locale, perciò un atleta di Anguilla come tale può partecipare a qualsiasi manifestazione internazionale, anche ai mondiali e ai campionati continentali ma non ai Giochi olimpici. Di qui l'idea di optare per la squadra britannica, unica possibilità per un anguillano di partecipare ai Giochi; nel suo caso i primi furono quelli della XXX Olimpiade (Londra 2012).
Il giorno 11 giugno 2011 ha ritoccato il suo primato personale nel salto in lungo raggiungendo la misura di 6,81 metri durante una gara disputata a Clermont, in Florida.
Ha rappresentato il Regno Unito ai Campionati del mondo di atletica leggera 2011 a Taegu, in Corea del Sud; in questa occasione l'atleta non è riuscita a raggiungere la finale della competizione venendo eliminata dopo i primi tre salti di qualificazione completati con due nulli ed una deludente misura di 6,34 metri.
Nel mese di agosto 2012 partecipa ai Giochi della XXX Olimpiade a Londra; dopo aver ottenuto al primo salto la miglior misura di qualificazione (6,83 m), non riesce a ripetersi in finale concludendo solamente al nono posto con la misura di 6,55 m che non gli consente l'ingresso tra le migliori otto e la possibilità di accedere agli ultimi tre salti della competizione.
Nel mese di agosto 2013 partecipa ai campionati del mondo di Mosca, dopo essersi qualificata alla finale con la miglior misura (6,85 m), conclude la gara al sesto posto con un miglior salto di 6,79 metri, tre centimetri in meno della misura necessaria per arrivare a medaglia.

## Record nazionali

### Seniores
Record nazionali anguillani
- Salto in lungo: 6,71 m ( Berlino, 23 agosto 2009)
- Salto triplo: 13,74 m ( Greensboro, 30 maggio 2009)
- Lancio del disco: 28,55 m ( Saint John's, 2 luglio 2006)
- 60 metri piani indoor: 7"72 ( Lexington, 17 gennaio 2009)
- Salto in lungo indoor: 6,67 m ( Blacksburg, 5 febbraio 2010)
- Salto triplo indoor: 13,88 m ( Blacksburg, 6 febbraio 2010)

Record nazionali britannici
- Salto in lungo: 7,07 m ( Pechino, 28 agosto 2015)

## Progressione

### Salto in lungo
| Stagione | Misura | Luogo          | Data      | Rank. Mond. |
| -------- | ------ | -------------- | --------- | ----------- |
| 2015     | 7,07 m | Pechino        | 28-8-2015 |             |
| 2014     | 6,82 m | Glasgow        | 11-7-2014 |             |
| 2013     | 6,92 m | Losanna        | 4-7-2013  | 7ª          |
| 2012     | 6,95 m | Birmingham     | 24-6-2012 | 13ª         |
| 2011     | 6,81 m | Clermont       | 11-6-2011 | 22ª         |
| 2010     | 6,69 m | Knoxville      | 15-5-2010 | 33ª         |
| 2009     | 6,71 m | Berlino        | 23-8-2009 | 35ª         |
| 2008     | 6,54 m | Cali           | 5-7-2008  | 83ª         |
| 2007     | 6,17 m | Providenciales | 7-4-2007  | 335ª        |
| 2006     | 6,17 m | Les Abymes     | 15-4-2006 | 319ª        |
| 2005     | 6,24 m | Bacolet        | 26-3-2005 | 241ª        |
| 2004     | 5,99 m | Coatzacoalcos  | 27-6-2004 | 596ª        |
| 2003     | 5,64 m | Road Town      | 1-6-2003  |             |

### Salto in lungo indoor
| Stagione | Misura | Luogo           | Data      | Rank. Mond. |
| -------- | ------ | --------------- | --------- | ----------- |
| 2014     | 6,69 m | Sopot           | 8-3-2014  | 10ª         |
| 2013     | 6,78 m | Birmingham      | 16-2-2012 | 6ª          |
| 2012     | 6,89 m | Istanbul        | 15-1-2012 | 5ª          |
| 2011     | 6,28 m | Glasgow         | 29-1-2011 | 102ª        |
| 2010     | 6,67 m | Blacksburg      | 5-2-2010  | 16ª         |
| 2009     | 6,40 m | College Station | 13-3-2009 | 61ª         |
| 2008     | 6,50 m | Fayetteville    | 1-3-2008  | 39ª         |
| 2007     | 6,23 m | Fayetteville    | 2-3-2007  | 123ª        |

## Palmarès
| Anno                                  | Manifestazione          | Sede           | Evento         | Risultato | Prestazione | Note             |
| ------------------------------------- | ----------------------- | -------------- | -------------- | --------- | ----------- | ---------------- |
| In rappresentanza di Anguilla         |                         |                |                |           |             |                  |
| 2003                                  | Mondiali allievi        | Sherbrooke     | Salto in lungo | 37ª (q)   | 5,32 m      |                  |
| 2005                                  | Mondiali allievi        | Marrakech      | Salto in lungo | 6ª        | 6,13 m      |                  |
| 2006                                  | Mondiali juniores       | Pechino        | Salto in lungo | 16ª (q)   | 6,01 m      |                  |
| 2007                                  | Mondiali                | Osaka          | Salto in lungo | 29ª (q)   | 5,82 m      |                  |
| 2008                                  | Campionati CAC          | Cali           | Salto in lungo | Argento   | 6,54 m      |                  |
| 2008                                  | Campionati CAC          | Cali           | Salto triplo   | 7ª        | 12,99 m     |                  |
| 2009                                  | Campionati CAC          | L'Avana        | Salto in lungo | Oro       | 6,61 m      |                  |
| 2009                                  | Mondiali                | Berlino        | Salto in lungo | 5ª        | 6,71 m      | Record nazionale |
| In rappresentanza della Gran Bretagna |                         |                |                |           |             |                  |
| 2011                                  | Mondiali                | Taegu          | Salto in lungo | 20ª (q)   | 6,34 m      |                  |
| 2012                                  | Mondiali indoor         | Istanbul       | Salto in lungo | Bronzo    | 6,89 m      | Record nazionale |
| 2012                                  | Giochi olimpici         | Londra         | Salto in lungo | 7ª        | 6,55 m      |                  |
| 2013                                  | Europei indoor          | Göteborg       | Salto in lungo | 4ª        | 6,69 m      |                  |
| 2013                                  | Mondiali                | Mosca          | Salto in lungo | 6ª        | 6,79 m      |                  |
| 2014                                  | Mondiali indoor         | Sopot          | Salto in lungo | 4ª        | 6,68 m      |                  |
| 2015                                  | Mondiali                | Pechino        | Salto in lungo | Argento   | 7,07 m      | Record nazionale |
| 2016                                  | Mondiali indoor         | Portland       | Salto in lungo | 8ª        | 6,57 m      |                  |
| 2016                                  | Giochi olimpici         | Rio de Janeiro | Salto in lungo | 21ª (q)   | 6,36 m      |                  |
| 2017                                  | Mondiali                | Londra         | Salto in lungo | 13ª (q)   | 6,45 m      |                  |
| 2018                                  | Europei                 | Berlino        | Salto in lungo | Bronzo    | 6,70 m      |                  |
| 2019                                  | Mondiali                | Doha           | Salto in lungo | 11ª       | 6,43 m      |                  |
| In rappresentanza dell' Inghilterra   |                         |                |                |           |             |                  |
| 2014                                  | Giochi del Commonwealth | Glasgow        | Salto in lungo | Finale    | nm          |                  |
| 2018                                  | Giochi del Commonwealth | Gold Coast     | Salto in lungo | Bronzo    | 6,75 m      |                  |

## Altre competizioni internazionali
2013
- Vincitrice della Diamond League nella specialità del salto in lungo (17 punti)